# Batalha de Jerusalém
A Batalha de Jerusalém (oficialmente designada por "Operações de Jerusalém" pelos britânicos) teve lugar entre 17 de Novembro e 30 de Dezembro de 1917, imediatamente após a vitória da Força expedicionária egípcia (FEE) na Batalha da colina de Mughar, ocorrida na sequência das vitórias da Força expedicionária egípcia nas batalhas de Bersebá e Gaza, durante a Campanha do Sinai e Palestina da Primeira Guerra Mundial. Antes da captura de Jerusalém ficar efectivamente controlada, tiveram lugar duas batalhas nas Montanhas da Judeia, a norte e a leste de Hebrom–Entroncamento ferroviário: Batalha de Nebi Samwill, entre 17 e 24 de Novembro; e a Defesa de Jerusalém, de 26 a 30 de Dezembro de 1917. No âmbito das Operações de Jerusalém, também se realizou uma segunda tentativa, bem sucedida, para avançar através de Nahr el Auja - Batalha de Jafa -, embora Jafa tivesse sido capturada depois da Batalha de Mughar Ridge a 16 de Novembro. Esta operação teve lugar entre 21 e 22 de Dezembro de 1917, na região compreendida entre o entroncamento ferroviário de Tul Keram, caminhos-de-ferro de Jafa e o mar.
Esta série de batalhas foi realizada com sucesso pelos XX e XXI Corpos e pelo Corpo do Deserto a Cavalo do Império Britânico, contra uma forte oposição otomana do Sétimo Exército, nos montes da Judeia, e do Oitavo Exército, a norte de Jafa, na costa mediterrânica. A perda de Jafa e Jerusalém, juntamente com a perda de 80 km de território durante o avanço da FEE desde Gaza, constituiu um sério revés para o Exército Otomano e para o Império Otomano.
O resultado destas vitórias para as forças britânicas, foi a captura de Jerusalém e o estabelecimento de uma nova linha estratégica fortificada. Esta, estendia-se desde norte de Jafa, na planície marítima, passando pelas Montanhas da Judeia até Bireh, a norte de Jerusalém, continuando para leste do Monte das Oliveiras. Com a captura da estrada entre Bersebá e Jerusalém, via Hebrom e Belém, juntamente com uma significativa área de território otomano a sul de Jerusalém, a cidade ficou controlada. A 11 de Dezembro, o general Edmund Allenby entrou na cidade de Cidade Antiga, a pé, em sinal de respeito pelo local sagrado, pelo Portão de Jafa, em vez de se apresentar a cavalo ou dentro de um um veículo. Foi o primeiro cristão, em muitos séculos, a controlar Jerusalém, local  de muito significado para muitas crenças. O primeiro-ministro britânico, David Lloyd George, descreveu a captura como "um presente de Natal para o povo britânico." Allenby acrescentou, "As guerras dos cruzados ficaram completas ". A batalha representou uma significativa vitória moral para o Império Britânico.